# マヌーチヒリー・ダームガーニー
マヌーチヒリーの名で知られるアブル＝ナジュム・アフマド・ブン・カウス・ブン・アフマド・マヌーチヒリー・ダームガーニー（ヒジュラ暦432年／西暦1040年以降没）は、ダームガーン出身のイランの詩人又はペルシャ語詩人である。アラビア語詩の影響を強く受けた詩風で知られる。

## 生涯
マヌーチヒリーは、幼年期から青年期にかけて、ダームガーンでアラビア語の勉強をして過ごし、ズィヤール朝のカーブースの息子マヌーチヒルに仕えてタバリスターンに来た。マヌーチヒル・カーブースが亡くなると、レイへ行き、ガズナ朝のスルターン・マスウード1世に代わってレイ周辺を統治するターヒレ・ダビールという代官職についた。彼はそこからガズナの宮廷への（栄達への）道を得て、マスウード1世の寵愛を得るようになった。マヌーチヒリーは、カスィーダ（アラビア語詩のスタイルの一つ。頌詩。）の要素を擁護しようとして、『不思議なともしびの歌』という本の中で、詩人ウンスリーを称揚した。生没年ともに不詳であるが、詩集の中にヒジュラ暦432年の日付があることから、同年西暦1040年、34歳のころはまだ存命していたと考えられている。

## 詩の主題と形式
マヌーチヒリーの詩の多くは自然に関するものである。彼はアラビア語をよく知っていた上に、ナフヴ（統語論）、医学、天文学、音楽にも精通していた。そして、彼自身の詩にこれらの学問の専門用語がよく使われた。彼のディーワーン（詩集）は、ガザル、カスィーダ、ムサンマト、キトゥア、タルキーベ・バンドの形式で書かれた詩を含み、その内容は何かの称賛、描写、禁忌について歌い上げるものが含まれる。マヌーチヒリーは、ムサンマト形式をパールスィー詩（イラン古詩）の中で最初に作られたものとした。彼の詩は普通、二つの内容である。若さを称揚する抒情的な詩と、貴顕を讃える詩がいつも作られた。マヌーチヒリーのアラビア語の単語や言い回しは、彼のアラビア語への造詣の深さの反映である。
奇妙で聞きなれないものですらあるアラビア語の語句の採用、詩集における30人近いアラビア語詩人への言及、彼らの詩集を集めて研究したことへの言及、アラビア語詩の様式や主題への偏愛は、この傾向の好例である。マヌーチヒリー・ダームガーニーが、文化の比較と相互の影響を論じる中で、ムアッラカートについて著した論文では、彼自身のムアッラカート2首が主題と深さの点で影響を受けたことを明らかにしている。これらの例にもかかわらず、上記分野におけるマヌーチヒリーの独創性と幅広さが格別であることは、一目瞭然である。